# Seloter
Seloter (från (grekiska: zelos), "iver") var en revolutionär, militant rörelse som gjorde uppror mot den romerska ockupationsmakten under det första judiska kriget (66–70 e.Kr). Rörelsen hade många undergrupper men inget centralt styre.
Enligt den judiske historieskrivaren Josefus Flavius ville seloterna bevara de judiska traditionerna och skydda dem mot hellenistisk och romersk påverkan. 
Kejsar Nero skickade den erfarne fältherren Vespasianus som med sin armé intog Jerusalem år 70. Seloterna fördrevs och flydde till ökenfästningen Masada där de började belägras av romarna som efter tre år erövrade fästningen.